# Risón Lecijón
Risón Lecijón (héberül: ראשון לציון arabul: ريشون لتسيون Risun Litásziun) város Izrael tengerpartjának közelében, Tel-Aviv központjától kb. 8 km-re délkeletre. Lakossága 235 ezer fő volt 2012 végén mellyel az ország 4. legnagyobb városa.

## Történelem
1882-ben Ukrajnából érkezett zsidó bevándorlók alapították. A település felvirágzását az amerikai Rothschild báró nagylelkű adományai segítették elő. Az itt létesített szőlészetek, borgazdaságok, a bor forgalmazása rengeteg munkaalkalmat teremtettek. Munkások, kereskedők telepedtek le itt, s a fejlődő iparág ide vonzotta Rothschild báró tisztviselőinek karát is. A település köré épített gyárak, gyárnegyedek után rohamosan fejlődött.

## Népesség

### Népességének változása
| Lakosok száma | 10 433 | 22 600 | 33 900 | 51 900 | 92 000 | 122 300 | 165 194 | 214 600 | 232 400 | 258 535 |
|               | 1948   | 1956   | 1964   | 1972   | 1980   | 1987    | 1995    | 2003    | 2011    | 2022    |

## Testvérvárosok
| város      | ország | időpont |
| ---------- | ------ | ------- |
| Brassó     | ROU    | 1996    |
| Debrecen   | HUN    | 1996    |
| Heerenveen | NLD    | 1993    |
| Lublin     | POL    | 1992    |
| Lviv       | UKR    | 1993    |
| Münster    | DEU    | 1981    |
| Nîmes      | FRA    | 1986    |
| Teramo     | ITA    | 1988    |
| Tiencsin   | CHN    | 1994    |

## Ide köthető személyiségek
- Sohar Argov (1955–1987), énekes
- Ruchama Avraham Balila (* 1964), politikus
- Tal Ben-Háim (* 1982), focista
- Roni Duani (* 1986), pop-énekes
- Mei Feingold (* 1982), énekes
- Borisz Gelfand (* 1968), sakkmester
- Nitzan Horowitz (* 1964), politikus
- Amir Ohana (* 1976), politikus
- Zwi Schulmann (1915–1986),
- Eran Zahavy (* 1987), focista
- Yaacov Agam (* 1928), szobrász
- Zohar Argov (1955–87), énekes
- Shoshana Damari (1923–2006), énekes
- Shai Gabso, énekes
- Gideon Gechtman, szobrász
- Ya'akov Hodorov, focista-kapus
- Ziv Kalontarov ( *1997), Európa bajnok úszó
- Anastassia Michaeli, újságíró, politikus
- Yagutil Mishiev (* 1927),
- Ophir Pines-Paz, politikus
- Sefi Rivlin, színész
- Bat-Sheva Zeisler, énekes
- Shlomo Molla, politikus

## Fordítás
Ez a szócikk részben vagy egészben  a   Rishon LeZion című német Wikipédia-szócikk fordításán alapul.  Az eredeti cikk szerkesztőit annak laptörténete sorolja fel. Ez a jelzés csupán a megfogalmazás eredetét és a szerzői jogokat jelzi, nem szolgál a cikkben szereplő információk forrásmegjelöléseként.